# 渡部正郎
渡部 正郎（わたなべ まさろう、1919年（大正8年）6月17日 - 1997年（平成9年）4月14日）は、日本の内務官僚、政治家。自由民主党衆議院議員（1期）、弁護士。1989年勲三等旭日中綬章受章。

## 来歴・人物
山形県米沢市出身。1945年東京帝国大学法学部を卒業。同年内務省に入り、警察大学校教授、在イタリア大使館一等書記官、警察庁交通局長、群馬、愛知各県警本部長などを歴任。
1974年内閣広報室長に就き、田中、三木、福田の各内閣においては内閣調査室長を務めた。『週刊文春』の連載記事「日本共産党の金脈」にみられる通り、大手の出版社を通じて、日本共産党のイメージダウンをはかる世論工作を行った。1977年に退官。
1979年、第35回衆議院議員総選挙に山形県第1区から無所属（民社党推薦）で立候補して当選。自民党史に残る「四十日抗争」の際は、同じ無所属の田中角栄、橋本登美三郎らとともに大平正芳に一票を投じた。その後、自民党に入党し田中派に所属。1980年の第36回衆議院議員総選挙には党公認で山形1区から立候補するが落選した。
落選後、司法修習を受け、弁護士資格を取得。1984年のロッキード事件丸紅ルートの控訴審で田中の弁護人を務め、特許事務所を開いた。
1997年4月14日、心不全のため東京都文京区の病院で死去。77歳没。

## 著書
- 『若いイタリア その希望と苦悩』河出書房新社、1965年。
- 『官界・深層からの証言』行政問題研究所、1980年。